# Frank Cappa
Frank Cappa es un personaje de ficción, de profesión reportero gráfico, protagonista de una serie de historieta de aventuras desarrollada por el autor español Manfred Sommer desde 1981 hasta 1989.

## Trayectoria editorial
Mientras trabajaba para la agencia Selecciones Ilustradas de Josep Toutain, Manfred Sommer crea al personaje Frank Cappa en la historia El último africano, pero Toutain no publica la historia, por lo que Sommer acude a Norma Editorial.
Las aventuras de este personaje se publicarán entonces en la revista la revista Cimoc de Norma Editorial a partir de 1981, convirtiéndose pronto en uno de los mayores éxitos del cómic español de los años 80 del siglo XX, traduciéndose sus aventuras a varios idiomas y publicándose en otros países como Francia, Alemania, Estados Unidos o Italia.
Manfred Sommer participó asimismo en la creación de Ediciones Metropol, publicando una historia del personaje en la fugaz revista K.O. Comics, y volviendo a colaborar en Cimoc tras el cierre de aquella.

## Argumento
Frank Cappa es un periodista y fotógrafo que trabaja como corresponsal de guerra en los lugares más turbulentos del planeta (África, Nicaragua, Indonesia, etc.). Es un personaje humanista y pacifista convencido, de firmes principios e ideales.

## Ediciones[8]

### Revista Cimoc
- N.º 3: No hay que perder la cabeza
- N.º 4, 5, 6: Víctimas y héroes (serial en 3 entregas)
- N.º 7: El último africano
- N.º 8: Jangada
- N.º 10: La caza
- N.º 12: Carnaval (en color)
- N.º 25: Welcome
- N.º 27, 28, 29: Goodbye (serial en 3 entregas)
- N.º 47: El tiburón de agua dulce (en color)
- N.º 81: Viet Song. ¿Qué diablos hago aquí? (en color)
- N.º 86: Viet Song. El espia y el traidor (en color)
- Especial n.º 2: Aquel día en Barcelona
- Especial n.º 3: La ciudad de los trece mil placeres

### Revista K.O. Cómics
- N.º 1 al 4: Somoza y Gomorra (relato en 4 entregas)

### Álbumes recopilatorios
- Frank Cappa, Memorias de un corresponsal (Comics n.º 1, Autoedición 1982)
- Frank Cappa en Brasil (Álbumes Cimoc n.º 3, Norma 1983)
- Frank Cappa. Welcome (Colección B/N n.º5 , Norma 1989)
- Frank Cappa. Viet-song (Colección Cimoc Extra Color n.º57 , Norma 1989)
- Frank Cappa. Edición integral  (Colección integral, Glénat 2010)